# Keniaanse hardloopindustrie
Kenianen zijn dominant als het gaat om hardlopen op de midden- en lange afstand. Steeds meer Kenianen vertrekken naar het buitenland en het startgeld en prijzengeld dat ze mee terugnemen naar hun geboorteland Kenia is inmiddels gestegen naar 87,5 miljoen dollar per jaar. Dit bedrag is een belangrijke impuls voor de nationale economie, maar vooral voor de economie van de hooggelegen stad Eldoret, waar de meeste atleten vandaan komen of trainen. Daar groeit de economie drie keer zo hard in vergelijking met de rest van het land.

## Ongewoon talentvol of doping?
De verklaring voor het grote aantal getalenteerde Keniaanse atleten werd gezocht in een combinatie van diverse factoren: de genetische aanleg, het leven op hoogte, het rennen naar school als kind, de voeding, de perfecte trainingsomgeving, de harde training en in de aantrekkingskracht van het start- en prijzengeld. Deze sport wordt gezien als de snelste weg om uit de armoede te ontsnappen. Succesvolle atleten verdienen dan ook veel en hebben de grootste auto’s en huizen.
Maar het opvallende succes wordt in toenemende mate toegeschreven aan het gebruik van doping. In 2003 werd al de atlete Pamela Chepchumba bij de WK Veldloop betrapt. Maar pas sinds begin 2013 worden er systematische testen gedaan in Kenia zelf en er zijn inmiddels tientallen atleten betrapt op het gebruik van middelen als noradrosteron, zoals de in 2014 geschorste atletes Viola Chelangat Kimetto en Joyce Jemutai Kiplimo. Ook Rita Jeptoo, die in 2006, 2013 en 2014 de marathon van Boston won en in 2013 en 2014 de marathon van Chicago, is inmiddels betrapt op het gebruik van epo. Dat geldt ook voor Julia Mumbi Muraga, die in 2014 de marathon van Keulen won. Mathew Kisorio werd in 2012 betrapt op het gebruik van doping. Hij werkte vervolgens mee aan een documentaire van de Duitse Televisiezender ARD die veel aan het licht bracht.
Het gaat hierbij niet alleen om atleten die deelnemen aan de middellange en lange afstanden. Bij het wereldkampioenschap atletiek van 2015 in Peking werden vlak voor aanvang de 400 meter loopster Joyce Zakary en de 400 meter horden loopster Francisca Manunga Koki betrapt op doping en door de Internationale Atletiek Federatie IAAF geschorst.

## Introductie van hardlopen als sport
In 1895, toen de Britten officieel Kenia hadden gekoloniseerd, werden de Kenianen vrij snel onderdeel van de koloniale instituten, zoals de scholen en het leger. Hier introduceerden de Britten de Europese sportcultuur die ze zelf ook beoefenden. De koloniale autoriteit was ook niet blij met de bloedige traditie van ‘cattle-raiding’, het stelen van vee, van het volk de Kalenjin. Men probeerde met de introductie van atletiek de populariteit van deze aloude 'sport' te overstemmen. Vanaf eind jaren 30 in de twintigste eeuw begonnen de mannelijke Kalenjins nationale hardloopkampioenschappen te winnen, vooral op de middellange en langeafstandswedstrijden.

## De Kalenjin
De groep die de meeste elite-hardlopers heeft voortgebracht zijn de Kalenjin. In de laatste dertig jaar was ongeveer 70% van de elite Keniaanse hardlopers Kalenjin, ook al maakt de groep maar 11% van de totale bevolking van Kenia uit. De lopers domineren in internationale midden- en langeafstandswedstrijden, van de cross- en wegwedstrijden tot aan de marathon. Ze hebben de laatste tien jaar 31 Olympische of wereldtitels veroverd in verschillende onderdelen van de loopsport.

## Iten en Eldoret
Het centrum van deze 'hardloopindustrie' ligt in de hooglanden, in Iten en het nabijgelegen Eldoret, de thuishaven de Kalenjin. Hier zijn de trainingskampen als paddenstoelen uit de grond geschoten en komen coaches en managers uit heel de wereld om atleten te scouten. Iedere dag trainen er duizenden atleten om te werken aan hun snelheid en in de hoop om de juiste persoon tegen te komen die hen een contract aanbiedt. Maar Iten en Eldoret zijn niet alleen populair bij de Keniaanse atleten zelf. Steeds meer hardloopfanaten van over de hele wereld trekken naar deze plek om onder dezelfde omstandigheden te lopen als de snelle Kenianen. Zo gaan diverse Nederlandse topatleten regelmatig naar Kenia op trainingsstage en worden er hardloopreizen georganiseerd voor de enthousiaste recreant.

## Nationaliteitswisselingen
Door de jaren heen zijn veel Kenianen van nationaliteit gewisseld, zodat ze voor andere landen uit konden te komen. De Internationale Atletiekfederatie IAAF heeft in 2005 een nieuwe regel ingesteld die de overstap voor atleten minder aantrekkelijk maakt. Atleten moeten sindsdien drie jaar wachten voor ze hun nieuwe land kunnen vertegenwoordigen. De nieuwe regel bevat één uitzondering. Als beide landen instemmen met de wisseling van nationaliteit, kan de atleet al na een jaar voor zijn nieuwe land uitkomen. Het was vooral Kenia dat op de maatregel bij de IAAF had aangedrongen. De Keniaanse president Kibaki had de eigen atleten opgeroepen niet langer te kiezen voor het grote geld van de Golfstaten: ‘Laten we de verleiding om van nationaliteit te veranderen voor geld weerstaan.’
Er is al jaren, ook in Nederland, een discussie gaande omtrent het invliegen van Kenianen om er een mooie, maar vooral snelle wedstrijd van te maken. Het lokale talent krijgt hierdoor niet meer de kans om zich te ontwikkelen, omdat de Kenianen ervandoor gaan met de parcoursrecords en het prijzengeld. Af en toe wordt er zelfs geopperd dat er wedstrijden moeten komen waarbij Afrikanen uitgesloten worden van deelname.

## Keniaanse atleten in Nederland
In Nederland zijn ook enkele Keniaanse atleten die genaturaliseerd zijn. Voorbeelden zijn Lornah Kiplagat en haar nicht Hilda Kibet. Zij wonen al jaren in Nederland en komen op internationale toernooien ook voor dit land uit.
Begin 2016 heeft Elizeba Cherono een Nederlands paspoort verkregen en werd direct Nederlands kampioene 10 km.

## Investeringen in eigen land
Er zijn vele voorbeelden te vinden van Keniaanse hardlopers die hun geld inzetten voor de ontwikkeling van hun land. Het geld wordt vaak gebruikt om boerderijen, land of gebouwen te kopen in Kenia.
De topatleten Martin Keino en Paul Tergat hebben in Kenia een bedrijf opgezet waarbij lopers geholpen worden met het investeren van hun geld: ‘Hardlopers kunnen zoveel doen voor de ontwikkeling van hun land. Sommige lopers vluchten met het gewonnen geld weg naar andere landen, maar dat vind ik ongelofelijk jammer’, zei Tergat in het blad Supporter. ‘Juist zij kunnen mensen motiveren of geld investeren in bedrijven, hun families helpen of de opleiding van hun broers en zussen betalen. Zo kunnen zij het land vooruit helpen.’ Buiten dit bedrijf om helpt Tergat ook kinderen van arme ouders door voor hen het schoolgeld te betalen. Ook zit hij nog in het bestuur van de Baringoschool voor doven en blinden. Hij zet zich ook in voor de zwerfkinderen in Kenia.
De tot Nederlandse genaturaliseerde Lornah Kiplagat startte enkele jaren geleden samen met haar man Pieter Langerhorst een opleidingscentrum voor jonge hardloopsters.